# Cesco Tomaselli
Francesco Ugo Tomaselli, detto Cesco (Venezia, 14 gennaio 1893 – Milano, 12 novembre 1963), è stato un giornalista, scrittore e inviato speciale italiano.
Giornalista e scrittore, fu per quasi quaranta anni inviato speciale del Corriere della Sera, descrivendo sulle pagine del quotidiano milanese i grandi eventi, soprattutto bellici, della prima metà del Novecento. Sua la celebre corrispondenza che seguì le tragiche vicende della spedizione del dirigibile Italia comandato da Nobile nel 1928 e al cui disastro il Tomaselli scampò fortunosamente nella sua veste di unico inviato a bordo.

## Biografia

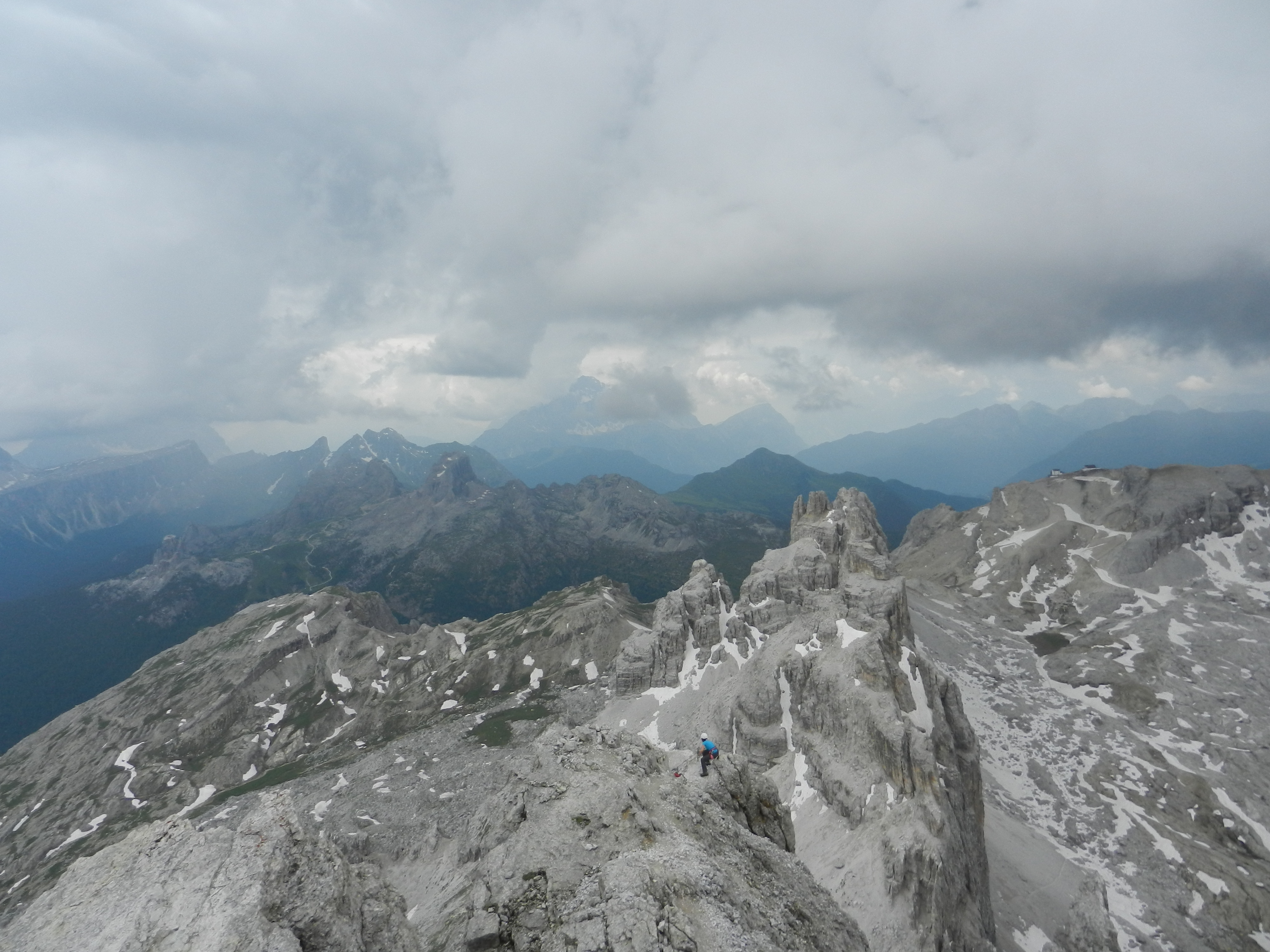
Via ferrata Tomaselli

Ufficiale volontario degli Alpini nella prima guerra mondiale, si unisce al Battaglione Vicenza meritandosi una medaglia d'argento e una medaglia di bronzo al valor militare.
Terminato il conflitto, nel 1919, si laurea in Lettere e, assieme alla sua attività di giovane poeta, comincia quella di giornalista; nel 1921 entra nel Gazzettino di Venezia e nel 1925 si sposta a Il Secolo di Milano dove rimane per breve tempo: in quello stesso anno, infatti, comincia la sua collaborazione, quasi quarantennale, come inviato speciale, al Corriere della Sera dove lavorerà fino alla morte, improvvisa, nel novembre del 1963. È stato testimone di importanti avvenimenti del novecento: il viaggio polare del Norge, la drammatica spedizione del dirgibile Italia, la campagna d'Etiopia e quella di Russia con l'8ª Armata, la guerra civile spagnola, l'ascesa di Mao Zedong in Cina, il giro del mondo in aereo.
A Cesco Tomaselli giornalista e inviato speciale è dedicato il "Premio Giornalistico "Cesco Tomaselli" e a Cesco Tomaselli uomo di montagna, Alpino e alpinista, è dedicata la via ferrata Tomaselli che, nel gruppo di Fanis, nelle Dolomiti, sale la parete sud-ovest della Punta Fanes Sud.
Nell'agosto 2018, in occasione del 90º anniversario e per la prima volta dopo 90 anni, alcuni discendenti dell'equipaggio del dirigibile Italia si sono recati alla base artica Dirigibile Italia di Ny-Ålesund, presso le isole Svalbard, per ricordare le imprese dei propri avi.

## Opere
- Canzoni eroiche. Prefazione di Riccardo Pitteri. Venezia, Lib. Scolastica Veneziana di Giusto Fuga, 1912.
- L'inferno bianco. Racconto della spedizione Nobile con 94 illustrazioni fuori testo. Milano, ed. Unitas, 1929.
- Gli ultimi di Caporetto. Racconti del tempo dell'invasione. Con 4 carte topografiche. Milano, Treves, 1931.
- Come si vive nell'U.R.S.S. Milano, Mondadori, 1932.
- Luigi Balzan. Pellegrino tra due oceani. Torino, Paravia, 1933.
- La guerra sulle Alpi. Padova, edit. “La Garangola”, 1934.
- Le Alpi. Firenze, Nemi, 1934.
- Ecco il Giappone. Milano, Mondadori, 1935.
- Dalla terra dei draghi al paese dei sovieti. Firenze, Bemporad, 1936.
- Con le colonne celeri dal Mareb allo Scioa. Milano, Mondadori, 1936.
- L'Italia in Africa dalla compera di Assab alla conquista dell'Impero. Roma, 1938.
- La corrida delle balene. Milano, Mondadori, 1938.
- Le avventure eroiche. (1915-1936). Milano, Mondadori, 1937.
- Angelo Zampini. L'eroe senza medaglia. Città di Castello, tip. Grifani-Donati, 1937.
- Battaglia sul Don. Milano-Roma, Rizzoli, 1943.
- Strana gente a Pitcairn. Milano, ed. Europee, 1948.
- La rotta bianca. Ghiacci, paesaggi, popoli. Bologna, Cappelli, 1957.